# NGC 5775
NGC 5775 је спирална галаксија у сазвежђу Девица која се налази на NGC листи објеката дубоког неба.
Деклинација објекта је + 3° 32' 42" а ректасцензија 14h 53m 57,4s. Привидна величина (магнитуда) објекта NGC 5775 износи 11,8 а фотографска магнитуда 12,5. Налази се на удаљености од 26,7000 милиона парсека од Сунца. NGC 5775 је још познат и под ознакама UGC 9579, MCG 1-38-14, CGCG 48-60, KCPG 440B, IRAS 14514+0344, PGC 53247.